# 고약

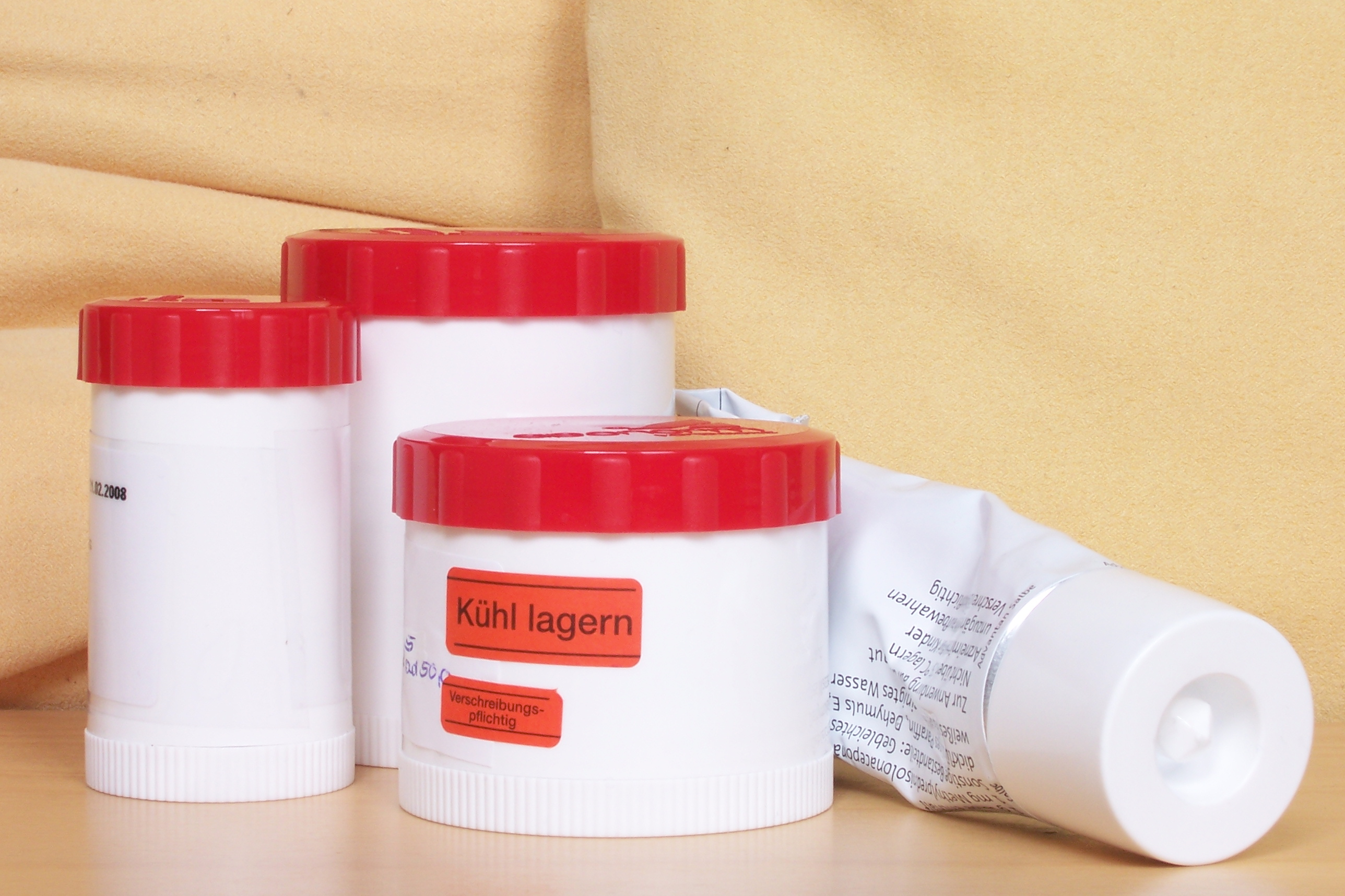

고약(膏藥, ointments)은 환부에 바르는 약제다. 부드러워서 바로 바를 수 있는 연고(軟膏)와 굳어 있어서 녹여 발라야 하는 경고(硬膏)로 나뉜다.